# Crăguești
Crăguești – wieś w Rumunii, w okręgu Mehedinți, w gminie Sisești. W 2011 roku liczyła 447 mieszkańców.